# Automatic Double Tracking
Pour les articles homonymes, voir ADT.

L’Automatic Double Tracking ou ADT (en français, doublement de piste automatique) est une technique d'enregistrement de musique développée en 1966 par les ingénieurs des studios EMI à la demande des Beatles. Elle consiste à doubler une piste sonore (vocale ou instrumentale) et la décaler très légèrement dans le temps (quelques dizaines de millisecondes) pour donner l'impression que deux instruments ou voix ont été enregistrées.
L'ADT permet de donner plus d’ampleur stéréophonique ainsi qu’un supplément de chaleur au son.